# Coppa Iberica (pallavolo maschile)
La Coppa Iberica è una competizione pallavolistica per squadre di club maschili afferenti alla federazione portoghese e spagnola, organizzata con cadenza annuale dalla FPV e della RFEVB.

## Edizioni
| Edizione      | Edizione      | Podio            | Podio   | Podio            |
| Anno          | Organizzatore | Campione         | Seconda | Terza            |
| ------------- | ------------- | ---------------- | ------- | ---------------- |
| 2023 Dettagli | Las Palmas    | Guaguas          | Benfica | Sporting Lisbona |
| 2024 Dettagli | Matosinhos    | Sporting Lisbona | Benfica | Guaguas          |

## Palmarès per club
| Squadra          | Titolo | Edizione |
| ---------------- | ------ | -------- |
| Guaguas          | 1      | 2023     |
| Sporting Lisbona | 1      | 2024     |

## Palmarès per nazioni
| Nazione    | Titolo |
| ---------- | ------ |
| Portogallo | 1      |
| Spagna     | 1      |